# Planta eléctrica de Energía del Pacífico
La planta eléctrica de Energía del Pacífico es una planta de generación de electricidad a ciclo combinado que entró en operaciones en mayo de 2022 en Acajutla, y que fue diseñada para proveer un tercio de la demanda eléctrica de El Salvador.  El combustible de la planta es el gas natural, el cual es abastecido por la Unidad Flotante de Almacenamiento y Regasificación (UFAR) BW Tatiana, que es la única terminal de gas natural licuado en el país.

## Características
La planta tiene una capacidad nominal de 380.7 MW de potencia, que produce mediante 19 motores Wärtsilä 18V50SG y una turbina a vapor de 19 MW.  Los motores funcionan a 514 rpm, son de 18 cilindros y pesan 360 toneladas cada uno.  Se ubica la planta en un predio de 12,900 m2 ubicado en las afueras del puerto de Acajutla.  En 2020, se estimaba que la nómina de la planta ascendería a 80 empleados (incluyendo los operarios de la UFAR).

## Historia
En 2013, Energía del Pacífico Ltda. de C.V. (EDP) ganó un concurso gubernamental para suplir de electricidad la red eléctrica del país.  Entre otras trabas burocráticas, en 2015 un juzgado determinó que la concesión de la terminal privada de la UFAR no podía ser concedida por las autoridades portuarias sino por la Asamblea Legislativa de El Salvador.  En 2015, se planeaba construir una regasificadora y almacenes de gas terrestres en vez de la UFAR.  Las obras se iniciaron en enero de 2018.  El contratista principal de construcción fue la empresa finesa Wärtsilä.

## Inversión
El monto total de la inversión es de $1.15 millardos de dólares.  El propietario de la planta es EDP; sus accionistas son la minoritaria salvadoreña Quantum Energy y la mayoritaria chicagüense Invenergy LLC  El 70% de la inversión fue financiada por gobiernos extranjeros: Overseas Private Investment Corporation (con $350 millones), el Banco Interamericano de Desarrollo, la finesa Finnish Export Credit Ltd., y el alemán KfW IPEX-Bank.  Los entes prestamistas impusieron estrictos requerimientos ambientales que retrasaron el proyecto.

## Producción 2022
La planta inyectó a la red eléctrica 1,027.1 GWh en 2022, esto es, el 16.1% de la generación nacional —la planta operó solamente entre mayo, su inauguración, y diciembre.  Fue la planta que más electricidad aportó en 2022, desplazando a la geotérmica de Berlín que ocupó un segundo lugar con el 12.9%.